# ملابا
ملابا هو موقع أحفوري في جنوب افريقيا. يتميز بكهف أحفوري (كهف ملابا) الذي يقع في منطقة مواقع «مهد البشرية» المدرج في التراث العالمي للبشرية حيث اكتشف فيه في عام 2008 البقايا الأحفورية لشبيه الإنسان.